# 지평도서관
지평도서관은 경기도 양평군  지평면 소재의 도서관이다.

## 시설현황
- 3층: 열람실, 강의실
- 2층: 종합자료실, 인터넷자료실
- 1층: 어린이 자료실